# ويليام إدواردز (لاعب كريكت)
ويليام إدواردز (27 يونيو 1859 في المملكة المتحدة - 21 أغسطس 1947) (بالإنجليزية: William Edwards)‏ هو لاعب كريكت بريطاني.

## وصلات خارجية
- ويليام إدواردز على موقع إي آس بي آن كريك إنفو (الإنجليزية)